# Beast (2017)
Beast ist ein britischer Psychothriller des Regisseurs Michael Pearce aus dem Jahr 2017. Der Film hatte seine Weltpremiere auf dem Toronto International Film Festival 2017. Die deutsche Fassung entstand bei der Brigitte Tjimbawe Medienproduktion in Berlin nach einem Dialogbuch von Michael Nowka,  Synchronregie führte Brigitte Tjimbawe.

## Handlung
Die 27-jährige Moll lebt immer noch zu Hause und fühlt sich in der kleinen Inselgemeinde eingeengt. Dennoch fühlt sie sich verpflichtet, in ihrem Elternhaus zu bleiben. Nach dem Besuch einer Disco wird sie von einem Mann bedrängt, worauf ihr der fremde Pascal zu Hilfe kommt. Moll fühlt sich sofort zu dem freigeistigen Pascal hingezogen und verliebt sich bald darauf in ihn. Durch ihre immer enger werdende Beziehung fühlt sie sich ermutigt, von zu Hause auszubrechen, und zieht zu Pascal.
Kurz darauf wird Pascal als Hauptverdächtiger in einer Serie von brutalen Morden an jungen Mädchen verhaftet. Moll wird von der Polizei verhört und verschafft Pascal ein Alibi für eine der Mordnächte, obwohl sie zur Tatzeit nicht mit ihm zusammen gewesen war. Anschließend ist Moll hin- und hergerissen, ob sie Pascal für einen Mörder halten soll oder nicht. Konfrontiert mit Molls Gedanken, offenbart Pascal gewaltbereite Seiten seines Charakters. Als kurz darauf die Polizei einen Täter gefunden zu haben glaubt, scheinen sich Molls Befürchtungen in Luft aufzulösen.

## Rezeption
Beast erhielt ein gutes Presseecho, was sich auch in den Auswertungen US-amerikanischer Aggregatoren widerspiegelt. So erfasst Rotten Tomatoes größtenteils positive Besprechungen und ordnet den Film dementsprechend als „Zertifiziert Frisch“ ein. Laut Metacritic fallen die Bewertungen im Mittel „Grundsätzlich Wohlwollend“ aus.

„Die Kollision zweier Welten ist explosiv … Pearces Gebrauch der drückend schönen Landschaft der Insel Jersey gibt dem Film einen unverwechselbaren Geschmack.“

Ferner wurde der Film für die folgenden Auszeichnungen nominiert:
- London Film Festival 2017: First Feature Competition
- Miami Film Festival 2018: Best Screenplay
- Montclair Film Festival (MFF) 2018: Narrative Feature Competition
- Sitges – Catalonian International Film Festival 2018: Best Motion Picture
- Stockholm Film Festival 2017: Best Film
- Toronto International Film Festival 2017: Platform Prize